# Améleté Abalo
Améleté Abalo (Kara, 7 maart 1962 – Cabinda, 9 januari 2010) was een Togolees voetballer en voetbalcoach.

## Loopbaan
Abalo begon zijn carrière bij Dynamic Togolais. Hij speelde van 1982 tot met 1990 in de Togolese competitie voor ASKO Kara.
In 2004 begon hij met zijn trainerscarrière bij ASKO Kara. Daarnaast werkte hij als assistent-coach voor het Togolees voetbalelftal.
Hij stierf op 9 januari 2010 tijdens een aanval op de bus van het nationale voetbalelftal van Togo.